# Campeonato Mundial de Curling Femenino de 2004
El XXVI Campeonato Mundial de Curling Femenino se celebró en Gävle (Suecia) entre el 17 y el 25 de abril de 2004 bajo la organización de la Federación Mundial de Curling (WCF) y la Federación Sueca de Curling.
Las competiciones se realizaron en el Gävlerinken de la ciudad sueca.

## Tabla de posiciones
| Pos | Equipo         | G | P | G–P |
| --- | -------------- | - | - | --- |
| 1   | Noruega        | 7 | 2 | –   |
| 2   | Canadá         | 6 | 3 | 1–0 |
| 3   | Suiza          | 6 | 3 | 0–1 |
| 4   | Estados Unidos | 5 | 4 | –   |
| 5   | Escocia        | 5 | 4 | –   |
| 6   | Suecia         | 5 | 4 | –   |
| 7   | Japón          | 4 | 5 | –   |
| 8   | Dinamarca      | 3 | 6 | 1–0 |
| 9   | Italia         | 3 | 6 | 0–1 |
| 10  | Finlandia      | 1 | 8 | –   |

## Cuadro final
|  | Semifinales    | Semifinales |   |                | Final        | Final |  |
|  |                |             |   |                |              |       |  |
|  |                |             |   |                |              |       |  |
|  | Noruega        | 8           |   |                |              |       |  |
|  | Estados Unidos | 7           |   |                |              |       |  |
|  |                |             |   |                |              |       |  |
|  |                |             |   |                |              |       |  |
|  |                |             |   |                | Noruega      | 4     |  |
|  |                | Canadá      | 8 |                |              |       |  |
|  |                |             |   |                |              |       |  |
|  |                |             |   |                |              |       |  |
|  |                |             |   |                | Tercer lugar |       |  |
|  |                |             |   |                |              |       |  |
|  | Canadá         | 8           |   | Estados Unidos | 5            |       |  |
|  | Suiza          | 6           |   |                | Suiza        | 10    |  |

## Medallistas
| Evento   | Oro                                                                                          | Plata                                                                                      | Bronce                                                                                    |
| -------- | -------------------------------------------------------------------------------------------- | ------------------------------------------------------------------------------------------ | ----------------------------------------------------------------------------------------- |
| Femenino | Canadá · Colleen Jones · Kim Kelly · Mary-Anne Arsenault · Nancy Delahunt · Mary Sue Radford | Noruega · Dordi Nordby · Linn Githmark · Marianne Haslum · Camilla Holth · Marianne Rørvik | Suiza · Luzia Ebnöther · Carmen Küng · Tanya Frei · Nadia Röthlisberger · Laurence Bidaud |